# シャープス銃
シャープス銃（シャープスじゅう）は、1848年にアメリカ合衆国のクリスティアン・シャープスが設計した単発形式の小銃、ならびにこれを母体とする小銃群（シリーズ）。1881年に生産終了となったが、長射程および正確性により高い評価を得た。1874年にかけて複数種の口径が開発され、アメリカ国外でも多くの国で軍用の兵装として制式採用された。金属薬莢への移行に成功した数少ない小銃のひとつでもある。
シャープス銃の復刻生産は現在も行われているが、19世紀当時のシャープス銃の生産企業とは無関係である。西部開拓時代を描いた映像作品や書籍（西部劇）にも数多く描かれることから、西部開拓時代を代表する銃器としても認知されている。

## 歴史
最初のモデルの特許は1848年9月12日に取得され、生産は1850年にペンシルバニア州ミル・クリークのA・S・ニップス社で行われた。
2代目のモデルにはメイナード・テープ式雷管が使用されている。現存している小銃から、第2モデルには1845年に特許を取得したエドワード・メイナード」銘が刻印されたことが分かっている。1851年になると第2モデルはバーモント州ウィンザーにあったロビンス＆ローレンス (R&L) 社にもたらされ、ここで量産向けにモデル1851が開発された。R&L社のローリン・ホワイトは、「ボックス・ロック」型のモデルであるモデル1851用に、ナイフエッジ型の閉鎖装置とセルフコッキング装置を考案した。この時行われた契約は「第一契約」(First Contract) と呼ばれ、10,000挺あまりのモデル1851が生産されることになった。このうち約1,650挺はR&L社で生産された。
次いで同1851年に15,000挺の小銃を発注する「第二契約」(Second Contract) が結ばれ、シャープス・ライフル・マニュファクチャリング社が資本金1,000ドルの株式会社として結成された。同社ではジョン・C・パルマーが社長、クリスティアン・シャープスが設計担当、またリチャード・S・ローレンスは製造部門の長と生産の監督を兼任した。シャープスには銃1挺につき1%の特許権使用料が支払われることとなり、R&L社が所有するコネチカット州のハートフォードの敷地内に工場が建設された。
モデル1851はモデル1853の生産が始まるとこれに代替されていった。1853年、シャープスは新たに小銃製造会社をフィラデルフィアに立ち上げることとなり、シャープス・ライフル・マニュファクチュアリング社を退社した。一方で製造部門長であったリチャード・S・ローレンスは同社に留まり、1872年まで製造主任を務めシャープス銃の派生型を開発した。ローレンスを長として行われた改良は、これらの小銃を有名なものにした。1874年にシャープス・ライフル・マニュファクチュアリング社は改組のうえ「シャープス・ライフル社」と改称、1876年までハートフォードで製造を続けたのち、コネチカット州のブリッジポート_に移転した。
1874年式のシャープス銃は特に人気のあった小銃で、矢継ぎ早にいくつもの派生型が世に出るに至った。この銃は多様な装薬量と口径長が取り扱え、また多くの.40口径から.50口径の弾薬が使用できた。
シャープス・ライフル社が製造した最後のシャープス銃はヒューゴ・ボーチャードの設計したシャープス・ボーチャード モデル1878で、このモデルは1881年にシャープス・ライフル社が閉鎖されるまで生産された。
一部の小銃（紙製薬莢を使うシャープスM1859、M1863小銃・カービン銃、金属製薬莢を使う1874シャープス小銃、シャープス・ボーチャード モデル1878）は現代でも復刻生産されている。これらの銃は南北戦争の再演イベント（英語版）の際に使用されるほか、狩猟や競技射撃でも使われている。

## シャープス軍用小銃およびカービン

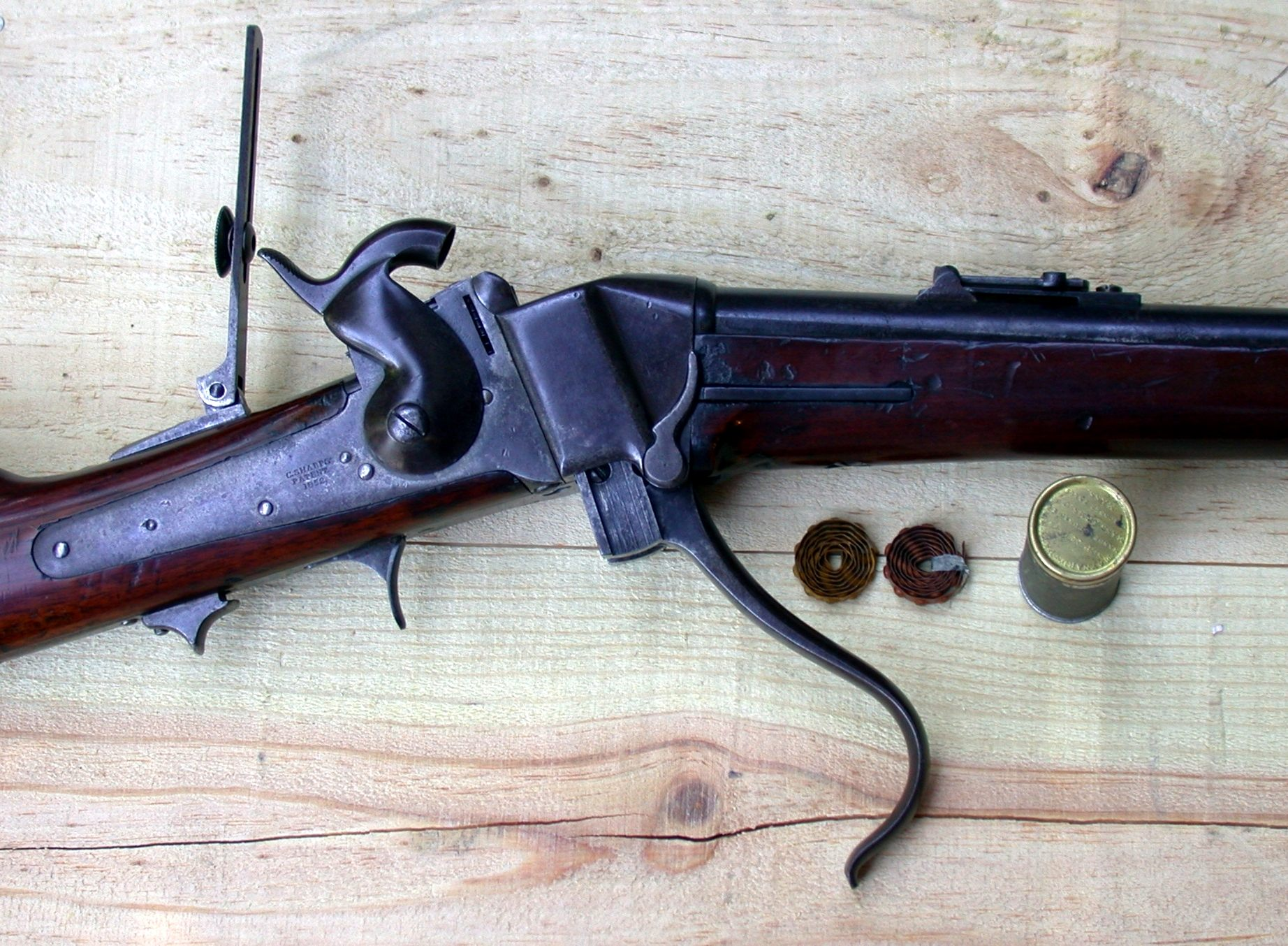
シャープス モデル1852「斜状閉鎖」カービン。装填のため薬室を開放。雷管テープ2個が傍に置かれている。

軍用シャープス銃、またはベルダン・シャープス小銃としても知られるタイプはフォーリングブロック・アクションを採用した小銃で、アメリカ南北戦争前後に使用された。
標準的な雷管を使うことも可能だったものの、シャープス銃はかなり風変わりなペレット状雷管の装填方法を採用していた。これは多量のペレット状雷管を保持しておき、トリガーが引かれて撃鉄が落ちる度に、1個ずつ突起を越えて供給するという装置だった。馬上からシャープス銃を撃つ時、個々に雷管を詰める銃を使うより、射撃がより簡易になった。
シャープス銃はハートフォード時代のシャープス・ライフル・マニュファクチャリング社によって製造された。南北戦争時、本銃はアメリカ陸軍の狙撃兵に用いられ、中でもハイラム・ベルダンを指揮官とした「第2合衆国義勇狙撃兵連隊」が使用したことで知られている。シャープス銃は当時普及していた前装式施条マスケットよりも狙撃が正確にできる点で卓越しており、マスケット銃よりも優れた狙撃銃となった。狙撃の正確性が向上した理由には、立膝やうつ伏せの姿勢からでもリロードが容易だったことに加え、薬室閉鎖機構がもたらす高い発射速度、製造の高品質さが挙げられる。
しかし当時にあっては、多くの士官たちは兵員の弾薬を浪費するという理由から軍用シャープス銃を信頼していなかった。加えてシャープス銃は製造費用が高く、前装式のスプリングフィールド小銃の3倍ほどの値段となったため、モデル1859は11,000挺が生産されるに留まり、しかもその大部分は配備されないか狙撃手のみに支給された。ただし旧式化したライフルを使用していた第13ペンシルバニア予備役連隊はこの小銃を採用し、1864年に制式廃止となるまでこれを装備していた。

### シャープス軍用カービン

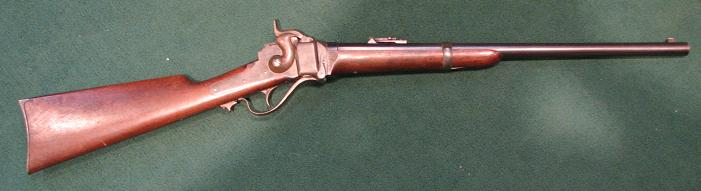
オリジナルの1863カービン銃。使用弾薬は.50-70ガバメント弾。

本銃のカービン版は北軍・南軍両方の騎兵にとって非常に一般的なものであり、同時期に使用されたカービン銃よりもはるかに多い数が交付され、正規の全長を持つ小銃よりもはるかに多数が支給され、生産量でもスペンサー銃やバーンサイド・カービンを上回った。フォーリングブロック作動方式は1860年代後半に新しく開発された金属薬莢への換装に向いており、こうした.50-70ガバメント弾に換装したカービンの多くは、南北戦争後も数十年にわたって続いたインディアン戦争へ投入された。
南北戦争中に作られた少数のカービンには、銃床に手動の粉挽き機が付属するという変わった特徴があった。長きにわたってこの粉挽き機はコーヒーミルと考えられていたが、現存する小銃で実験を行ったところ、この粉挽き機はコーヒーミルには向かないことが判明した。今日では、この粉挽き機はトウモロコシや小麦を挽くために設けられていたとするのが共通認識となっている。
シャープス小銃と異なり、カービンの方は非常に人気があり、90,000挺近くが生産された。南北戦争時の北軍騎兵連隊では、1863年までは本銃が最も一般的な兵器として装備されたものの、1864年にはその多くが7連発スペンサー銃に代替された。シャープス銃の模造品の中には南軍によりリッチモンドで生産されたものもあったが、品質は一般的に低く、こうした銃は多くの場合鉄の代わりに真鍮の部品を用いた。

## シャープス競技用小銃
1840年代後半から1880年代後半まで、シャープス銃には競技用バージョンが作られていた。アメリカ南北戦争ののち、陸軍が払い下げた改修済みの小銃がカスタムメイドの火器となり、シャープス銃の工場では、バッファロー狩りを営む猟師や辺境の住民のためにモデル1869および1874を相当数生産した。こうした大口径小銃は、黒色火薬を用いる最も威力の高い弾薬と一緒に生産されていた。この他にも特に長射程の目標を狙うモデルも製造された。これは当時流行していた、1,000ヤード (910m) 離れた目標を射撃するクリードモア・スタイルのためのものだった。近代的な黒色火薬弾薬を使う標的射撃手の多くは、オリジナルのシャープス銃やレプリカ品を用い、500mまでの距離に、動物の形に切り抜いた金属製シルエットを置いて標的とする。シャイロー・ライフル・マニュファクチャリング・カンパニーやモンタナ州のビッグ・ティンバーにあるC・シャープス・アームズでは、それぞれ1983年・1979年からシャープス銃の再生産を行っていた。

## 映画、テレビでの登場
シャープス銃の迫力を示すいくつかの映画には『荒野のガンマン無宿』(1974年)、『荒野にさすらう若者たち』(1975年)、『追撃のバラード』(1971年)、『ブラッディ・ガン』(1990年)、また『トゥルー・グリット』(2010年)がある。1990年の西部劇、『ブラッディ・ガン』でトム・セレックの演じた人物はシャープス銃を使っているが、この銃は標準的な小銃が30口径長の銃身であるのと比較し、34口径長の銃身を持っている。『追撃のバラード』の中では、バート・ランカスター演じるボブ・バルデスが、フランク・タナーという登場人物の部下達に対し、シャープス銃を1,200ヤードの距離で撃っている。映画『ブラッディ・ガン（原題『クイグリー・ダウン・アンダー』）』が人気を博した結果、モンタナ州フォーサイスで毎年開かれるシャープス銃の競技は「クイグリー・マッチ」として知られている。映画のシーンを想起させるよう、各射手のために、44インチ大の目標が1,000ヤードの距離に置かれる。デヴィッド・ペデルソリやシャイロー・ライフル・マニュファクチャリング・カンパニーのような銃器製作会社では、こうした映画は小銃の需要を増やすと信じている。シアター・クラフツ・インダストリー誌では、「我々が1990年に行った『ブラッディ・ガン』の劇中で、トム・セレックとシャープス銃は実質的に共演していた。」とまで語った。この意見は『Guns』誌のジョン・タフィンや、『Field & Stream』誌のライオネル・アットウィルのような銃器の著述家によって繰り返された。
テレビ放送では、アメリカ合衆国のクライム・ドラマ『Longmire』（2012年）の「パイロット」というエピソードの中で、殺人の捜査にあたりシャープス銃が中心的な役割を演じている。シャープス銃は殺人の凶器に用いられ、その射撃動作が粗筋の中核になっている。